# Alfabeto siciliano
L'alfabeto siciliano (arfabbetu, abbezzè o santacruci in siciliano) è il sistema di scrittura utilizzato per trascrivere i fonemi propri della lingua siciliana. È basato sull'alfabeto latino e ci sono varie scuole di pensiero riguardo al numero di grafemi. Stando alla Grammatica siciliana di Salvatore Camilleri, che pur segue uno schema già abbastanza italianizzato del siciliano, è costituito da 23 grafemi; quella della Cademia siciliana ne prevede 22, mentre quella della Kademia du krivu ne prevede 36. Tuttavia, ad oggi non esiste una standardizzazione ortografica ufficiale.

## Alfabeto
| Maiuscole | Minuscole | Nome          | IPA              | Diacritico |
| --------- | --------- | ------------- | ---------------- | ---------- |
| A         | a         | a             | /a/              | (â), à, á  |
| B         | b         | bi            | /b/              |            |
| C         | c         | ci            | /k/ o /tʃ/ o /ʃ/ |            |
| D         | d         | di            | /d/ o /ɖ/ o /ɖ͡ʐ/ |            |
| ḌḌ        | ḍḍ        | ddhi o ddri   | /ɖɖ/             |            |
| E         | e         | e             | /ɛ/              | é, è, (ê)  |
| F         | f         | effi          | /f/              |            |
| G         | g         | gi            | /ɡ/ o /dʒ/       |            |
| H         | h         | acca, acchi   | ∅                |            |
| I         | i         | i             | /i/              | (î), ì     |
| J         | j         | jòta, I longa | /j/              |            |
| L         | l         | elli          | /l/              |            |
| M         | m         | emmi          | /m/              |            |
| N         | n         | enni          | /n/ o /ŋ/ o /ɱ/  |            |
| O         | o         | o             | /ɔ/              | (ô), ò     |
| P         | p         | pi            | /p/              |            |
| Q         | q         | cu            | /k(w)/           |            |
| R         | r         | erri, erra    | /r/              |            |
| S         | s         | essi          | /s/              |            |
| T         | t         | ti            | /t/              |            |
| U         | u         | u             | /u/ o /w/        | ù, (û)     |
| V         | v         | vi, vu        | /v/              |            |
| X         | (x)       | sc, icchisi   | /ʄ/              |            |
| Z         | z         | zeta          | /ts/ o /dz/      |            |

## Particolarità

### Consonanti

#### Segno Ḍḍ
Tra i più distintivi suoni del siciliano, il segno ḍḍ non va confuso col dd raddoppiamento di d (come in addunàrisi, "accorgersi'). Negli ambienti colti del Seicento al dd si preferiva ll, probabilmente a imitazione del toscano.
Tuttavia, ancora oggi non vi è una grafia universalmente accettata: nei testi accademici, ad esempio, non è raro incontrare ḍḍ, ma esistono anche altre soluzioni come ḍḍr o ddh.
Il segno ḍḍ va considerato come un unico grafema e in maiuscolo andrebbe trascritto ḌḌ, tranne che non siano maiuscole tutte le lettere di quel determinato termine.
Il grafema x- si pronuncia sc-, introduzione dello Scobar nella prima metà del XVI secolo, come dimostrano alcuni nomi di città siciliane come Muxaro che i cittadini pronunciano "Musciaro".
La ç- è preferibile davanti ai nomi che in latino avevano radice in fl- (çiumi/flumen, çiatu/flatus, çiamma/flamma, çiuri/flos, ...).
Il siciliano gghj- è preferibile a gghi- e di solito si trova nel mezzo di una parola (agghja, travagghju), mentre a inizio di parola j-/g- sono intercambiabili (jugnu/giugnu, maju/maggiu. Di solito se -j- è preceduta da vocale, si sostituisce con la gutturale g(gj). Es. Bonjornu/Buongiorno, Mi nn'hê a gjiri/Devo andare).
Inoltre, alcuni suoni del siciliano non sono presenti in altre lingue romanze: oltre a ḍḍ, si ricordano ṣṭṛ-,ṭṛ-, -ṅ- le quali si pronunciano rispettivamente come in inglese (es. ṣṭṛeusu/bizzarro, ṭṛisoru/tesoro, liṅgua/lingua).